# GNAQ
GNAQ, Guanin nukleotid-vezujući protein G(q), podjedinica alfa, je protein koji je kod ljudi kodiran GNAQ genom.
Guanin nukleotid-vezujući proteini su familija heterotrimernih proteina koji se uparuju sa proteinima ćelijske površine, 7-TM domenskim receptorima, i posreduju intracelularnu signalizaciju. Aktivacija receptora katalizuje izmenu GDP za GTP. GDP je vezan za neaktivnu G protein alfa podedinicu. Vezivanje agonista dovodi do konformacione promene i disocijacije kompleksa. G protein alfa i beta-gama podjedinice imaju sposobnost regulacije niza celularnih efektora. Aktivacija se okončava GTPazom specifičnom za G-alfa podjedinicu. G-alfa-q podjedinica je jedan od heterotrimernih GTP-vezujućih proteina koji posreduje stimulaciju fosfolipaze C-beta (MIM 600230).

## Interakcije
Za GNAQ je bilo pokazano da interaguje sa natrijum-vodonik antiporterom 3, regulator 1, RIC8A, RGS16, beta adrenergički receptor kinazom, RGS4 i Brutonovom tirozinskom kinazom.

## Literatura
- JR, Raymond; YV, Mukhin; A, Gelasco;  . (2002). „Multiplicity of mechanisms of serotonin receptor signal transduction.”. Pharmacol. Ther. 92 (2-3): 179—212. PMID 11916537. doi:10.1016/S0163-7258(01)00169-3.
- Van Oekelen D, Luyten WH, Leysen JE (2003). „5-HT2A and 5-HT2C receptors and their atypical regulation properties.”. Life Sci. 72 (22): 2429—49. PMID 12650852. doi:10.1016/S0024-3205(03)00141-3.
- Lesch KP, Manji HK (1992). „Signal-transducing G proteins and antidepressant drugs: evidence for modulation of alpha subunit gene expression in rat brain.”. Biol. Psychiatry. 32 (7): 549—79. PMID 1333286. doi:10.1016/0006-3223(92)90070-G.
- Thomas CP, Dunn MJ, Mattera R (1996). „Ca2+ signalling in K562 human erythroleukaemia cells: effect of dimethyl sulphoxide and role of G-proteins in thrombin- and thromboxane A2-activated pathways.”. Biochem. J. 312 ( Pt 1): 151—8. PMC 1136238 . PMID 7492305.
- Blin N, Yun J, Wess J (1995). „Mapping of single amino acid residues required for selective activation of Gq/11 by the m3 muscarinic acetylcholine receptor.”. J. Biol. Chem. 270 (30): 17741—8. PMID 7629074. doi:10.1074/jbc.270.30.17741.
- PS, Kabouridis; ST, Waters; S, Escobar;  . (1995). „Expression of GTP-binding protein alpha subunits in human thymocytes.”. Mol. Cell. Biochem. 144 (1): 45—51. PMID 7791744. doi:10.1007/BF00926739.
- A, Allgeier; S, Offermanns; Van Sande J;  . (1994). „The human thyrotropin receptor activates G-proteins Gs and Gq/11.”. J. Biol. Chem. 269 (19): 13733—5. PMID 8188646.
- PB, Wedegaertner; DH, Chu; PT, Wilson;  . (1993). „Palmitoylation is required for signaling functions and membrane attachment of Gq alpha and Gs alpha.”. J. Biol. Chem. 268 (33): 25001—8. PMID 8227063.
- Europe-Finner GN, Phaneuf S, Watson SP, López Bernal A (1993). „Identification and expression of G-proteins in human myometrium: up-regulation of G alpha s in pregnancy.”. Endocrinology. 132 (6): 2484—90. PMID 8504751. doi:10.1210/en.132.6.2484.
- KL, Laugwitz; A, Allgeier; S, Offermanns;  . (1996). „The human thyrotropin receptor: a heptahelical receptor capable of stimulating members of all four G protein families.”. Proc. Natl. Acad. Sci. U.S.A. 93 (1): 116—20. PMC 40189 . PMID 8552586. doi:10.1073/pnas.93.1.116.
- SP, Denker; JM, McCaffery; GE, Palade;  . (1996). „Differential distribution of alpha subunits and beta gamma subunits of heterotrimeric G proteins on Golgi membranes of the exocrine pancreas.”. J. Cell Biol. 133 (5): 1027—40. PMC 2120853 . PMID 8655576. doi:10.1083/jcb.133.5.1027.
- Chen B, Leverette RD, Schwinn DA, Kwatra MM (1996). „Human G(alpha q): cDNA and tissue distribution.”. Biochim. Biophys. Acta. 1281 (2): 125—8. PMID 8664309. doi:10.1016/0005-2736(96)00039-9.
- Johnson GJ, Leis LA, Dunlop PC (1996). „Specificity of G alpha q and G alpha 11 gene expression in platelets and erythrocytes. Expressions of cellular differentiation and species differences.”. Biochem. J. 318 ( Pt 3): 1023—31. PMC 1217719 . PMID 8836152.
- J, Gomeza; S, Mary; I, Brabet;  . (1996). „Coupling of metabotropic glutamate receptors 2 and 4 to G alpha 15, G alpha 16, and chimeric G alpha q/i proteins: characterization of new antagonists.”. Mol. Pharmacol. 50 (4): 923—30. PMID 8863838.
- Petit A, Geoffroy P, Bélisle S (1997). „Expression of angiotensin II type-I receptor and phospholipase C-linked G alpha q/11 protein in the human placenta.”. J. Soc. Gynecol. Investig. 3 (6): 316—21. PMID 8923415. doi:10.1016/S1071-5576(96)00035-4.
- Petit A, Geoffroy P, Bélisle S (1997). „Expression of G proteins in human placentas from pregnancies complicated by gestational hypertension.”. Life Sci. 60 (12): 953—60. PMID 9061052. doi:10.1016/S0024-3205(96)00654-6.
- Kinsella BT, O'Mahony DJ, Fitzgerald GA (1997). „The human thromboxane A2 receptor alpha isoform (TP alpha) functionally couples to the G proteins Gq and G11 in vivo and is activated by the isoprostane 8-epi prostaglandin F2 alpha.”. J. Pharmacol. Exp. Ther. 281 (2): 957—64. PMID 9152406.
- Wise A, Parenti M, Milligan G (1997). „Interaction of the G-protein G11alpha with receptors and phosphoinositidase C: the contribution of G-protein palmitoylation and membrane association.”. FEBS Lett. 407 (3): 257—60. PMID 9175863. doi:10.1016/S0014-5793(97)00300-1.
- J, Gabbeta; X, Yang; MA, Kowalska;  . (1997). „Platelet signal transduction defect with Galpha subunit dysfunction and diminished Galphaq in a patient with abnormal platelet responses.”. Proc. Natl. Acad. Sci. U.S.A. 94 (16): 8750—5. PMC 23110 . PMID 9238049. doi:10.1073/pnas.94.16.8750.